# José Preciado Fourniers
José Preciado Fourniers (Liorna, 1806 - Olite, 9 de gener del 1871) fou un músic, mestre de capella, pedagog i organista.

## Biografia
Va néixer a la localitat de Liorna/Livorno (Itàlia) encara que els seus pares Mateo i Maria eren de Saragossa i Vinaròs respectivament. Tot i haver nascut a la localitat toscana de Liorna, José Preciado figura a alguns documents com a natural d’Aragó, probablement pels seus orígens familiars i les seves primeres destinacions professionals. Estudià música en la infantesa a la basílica del Pilar de Saragossa amb l'organista Ramón Ferreñac, de qui posteriorment en publicaria, revisat i ampliat, un tractat musical. Encara força jove, Preciado va ser organista de la catedral de Terol (1823 - 1826) i posteriorment mestre de capella i també organista de la de Barbastre. A aquesta última localitat va contraure el seu primer matrimoni.
L’any 1828 va obtindre, per opisició contra altres deu candidats, la plaça d'organista i mestre de capella de Santa Maria de Tafalla, a Navarra, càrrec que va mantindre fins l’any 1835. L’octubre de 1834 es va traslladar a Aragó per motius familiars. Tot i comptar amb el permís de l’Ajuntament i del Capítol parroquial de Tafalla (dels quals depenia la seva plaça), el 13 de gener de 1835 va ser acomiadat dels seus càrrecs per la seva absència. Va retornar a Tafalla pocs dies després, el 17 de gener, i va recórrer la decisió sobre el seu acomiadament davant el Consejo Real de Navarra. Aquest tribunal va decretar que havia de ser reposicionat al càrrec. Tot i així la situació era prou complexa; hi havia una manca de recursos per pagar-li els seus serveis i la parroquia li va oferir que toqués de forma gratuita.
Entre 1835 i 1839 va exercir com organista de San Juan de Estella. L’any 1839 tornà a Tafalla, de nou amb el càrrec d’organista i mestre de capella de les esglèsies de San Pedro i Santa Maria, i va continuar al poble fins l’any 1859. El 7 de juliol de 1842, davant la manca de recursos que el seu càrrec de músic li proporcionava, va proposar a l’Ajuntament de Tafalla la creació d’una Escola General de Música on es poguessin formar els joves de la ciutat, i de la que poguessin sortir els fons necessaris per solemnitzar les funcions religioses, donada la precària situació en què es trobava la capella de Tafalla (la desamortització d'Espartero s'havia imposat el 1841). L’Ajuntament va aprovar les bases per les que es regiria l’escola el 13 de novembre de 1842. José Preciado rebria 6 reials de billó amb l’agregat del producte de l’ensenyança, a més dels 50 ducats anuals per la seva tasca com a mestre de capella. L’any 1858 va formar una petita orquestra amb alumnes de l’escola.
En presentar-se -infructuosament- a oposicions per la plaça de mestre de capella i organista de Santa Maria de Tolosa el 1853, Preciado indicava que el 1849 havia fundat l'"Empresa Filarmónica Santa Cecilia de Tafalla", que feia de difusora de música sacra. L’abril de l’any 1856, Preciado va ser l’únic censor a les oposicions per l’organistia de San Juan de Estella. Posteriorment va exercir el seu ofici a San Pedro de Olite. Als registres de l’any 1860 Preciado figura com mestre de capella de la parroquia, sent organista Manuel Cadena. Tres anys després, al 1863, figura ell mateix també com a organista.
L’obra de José Preciado es troba dispersa en diversos arxius nacionals. A més de les composicions detallades al catàleg provisional es sap de l’existència de més obres conservades a la catedral de Tudela i a l’esglesia de Santa Maria de Castelló d’Empúries. Algunes de les seves composicions vocals van arribar a ser impreses. La seva producció organística va despertar l’interés d’Hilarión Eslava, que va incloure diverses peces seves al Museo orgánico español (1854). Cal destacar la vocació pedagògica de Preciado, que va quedar plasmada a mètodes de solfeig, cant pla, violí, piano, orgue i acompanyament. Es documenta un mestre de capella de Santa Maria de Calataiud entre 1864 i 1865, antic organista de Pamplona, que es deia José Preciado i que publicà algunes obres musicals, però podria tractar-se d'un músic homònim.
Cal destacar la vocació pedagògica de Preciado, que va quedar plasmada a mètodes de solfeig, cant pla, violí, piano, orgue i acompanyament. Va fer una gran feina en el camp de la pedagogia, amb gran interès i dedicació, que es pot veure en els mètodes per a l'ensenyament musical que publicà. La seva obra compositiva es conserva en diversos arxius espanyols, a la catedral de Tudela, a l'església de Santa Maria de Castelló d'Empúries i a altres arxius musicals catalans.

## Obres

#### Escrits musicals
- Método completo de violín;
- Método de canto-llano y misto (sic) reformados, o sea, facilísima manera de cantar en los coros con muy pocas reglas, y éstas fijas e invariables, amalgamadas con el sistema general músico
- Método de piano
- Método de solfeo
- Método elemental para órgano de cuatro octavas. 1ª parte
- Método teórico-práctico para aprender a acompañar

#### Mises
- Misa, 2V, Co
- Misa, 3V, org
- Misa a dúo y a coro al Santísimo Sacramento, 2V, Co, org
- Misa a dúo y a coro, 2V, Co, org
- Misa a dúo y a coro, 2V, Co, org
- Misa de difuntos, 5V, Co, cb, arm
- Misa de réquiem, 3V, org
- Misa de réquiem, 4V, org
- Misa de réquiem, 4V, Orq

#### Oficis
- Oficio de difuntos, 8V, fl, fg, vas, vc, b, cb, org

#### Motets
- Panis angelicus, Mot, 8V, fl, cls, tps en Re, fi o fg, vns, cb, sf

#### Septenaris
- Estás, Madre, dolorosa, “septenario doloroso”, 3V, fl, vns, cb, org
- Septenario, 4V, Orq

#### Orgue
- Elevación
- Verso 1º de 8º tono
- Verso 2º de 8º tono